# Євдокіївка
Євдокіївка — село в Україні, у Магдалинівській селищній громаді Самарівського району Дніпропетровської області. Населення за переписом 2001 року становить 472 особи.

## Географія
Село Євдокієвка знаходиться на березі річки Чаплинка, вище за течією примикає селище Магдалинівка, нижче за течією примикає село Шевченківка. Поруч проходить автомобільна дорога Т 0414. У селі Балка Тернова впадає у річку Чаплинку.

## Історія
Євдокіївка утворена 18 лютого 1992 року шляхом виділення поселенню другого відділка колгоспу «Родина» з села Шевченківка (його колишня північна частина).

## Населення

### Мова
Розподіл населення за рідною мовою за даними перепису 2001 року:
| Мова       | Кількість | Відсоток |
| ---------- | --------- | -------- |
| українська | 445       | 94.28%   |
| російська  | 21        | 4.45%    |
| вірменська | 4         | 0.85%    |
| білоруська | 2         | 0.42%    |
| Усього     | 472       | 100%     |